# Uaral
Uaral est un groupe de folk metal et de doom metal chilien, originaire de Curicó. Uaral est un duo composé des membres Aciago et Caudal. Formé en 1996, le groupe compte deux albums studio — Sounds of Pain… (2005) et Lamentos a poema muerto (2007) — au label Octagon Music Group, avant sa séparation en 2013.

## Biographie
Uaral décrit sa musique comme « la conséquence logique du besoin d'expression musicale, formé à partir du vécu personnel, familier, et de notre campagne chilienne. »
Le duo raconte sa genèse artistique de la manière suivante : le nom du groupe vient de ce qu'étant petits il se perdirent dans les collines, et les pluies à Curicó étant assez fortes, ils décidèrent d'emprunter un raccourci sous une pommeraie. En chemin, ils rencontrèrent un vieil homme avec une guitare baroque, sur laquelle était inscrit son nom : « Uaral ». Une amitié s'installa entre eux, ils partagèrent les pénuries et les tristesses, en plus de la vie endormie de la campagne. Avec le temps, l'homme devint leur mentor à la guitare, au chant et en poésie, arts au moyen desquels il leur apprit à exprimer tous leurs sentiments, jusqu'à sa mort.
Ce n'est que neuf ans après sa formation que le groupe publie son premier album studio, Sounds of Pain…. Il est suivi deux ans plus tard par Lamentos a poema muerto, en 2007.
Le groupe est resté dans l'anonymat, et les seules traces de son existence sont ses disques distribués au Chili par le label Octagon Music Group, et à l'international par Lost Horizon Records. Le groupe indique ne se produire que dans le cadre familial et qu'ils ne le feraient jamais en-dehors. Le groupe communique de manière poétique dans toutes ses entrevues, et déclare que ses principales influences sont la nature, comme la Cordillère des Andes, la pluie, et la campagne. Le groupe déclare qu'ils n'accepteraient jamais aucun musicien supplémentaire, affirmant que si quelqu'un se joignait à eux, il ne saurait pas ce qu'ils ont vécu et ne pourrait l'exprimer par la musique. En dépit de son anonymat, le groupe est reconnu mondialement. Même leur page Myspace n'a pas été créée par eux mais par des fans russes.

## Membres
- Aciago - tous les instruments
- Caudal - chant

## Discographie

### Albums studio
- 2005 : Sounds of Pain…
- 2007 : Lamentos a poema muerto

### Démos et EP
- 1997 : Uaral
- 1998 : Laments
- 1998 : From the Agony to the Hopelessness
- 2004 : Acidal